# The Album (album Terror Squadu)
The Album - debiutancki album amerykańskiego zespołu hip-hopowego Terror Squad. Został wydany we wrześniu 1999 roku. Sprzedano ponad 250.000 egzemplarzy. Album zadebiutował na 22. miejscu notowania Billboard 200.

## Lista utworów
| Nr | Tytuł                | Wykonawca(cy)                                                    | Producent(ci)             | Czas |
| -- | -------------------- | ---------------------------------------------------------------- | ------------------------- | ---- |
| 1  | In for Life          | Big Pun, Triple Seis, Prospect, Cuban Link, Fat Joe              | Ron "Amen-Ra" Lawrence    | 4:29 |
| 2  | Pass the Glock       | Big Pun, Fat Joe, Prospect, Triple Seis, Cuban Link & Armageddon | Yogi                      | 4:00 |
| 3  | '99 Live             | Prospect                                                         | The Alchemist             | 4:13 |
| 4  | Whatcha Gon Do?      | Big Pun                                                          | Juju                      | 3:20 |
| 5  | Triple Threat        | Big Pun, Armageddon & Cuban Link                                 | Jugrnaut, Mike "Trauma" D | 4:03 |
| 6  | War                  | Triple Seis                                                      | V.I.C.                    | 3:05 |
| 7  | Bring It On          | Fat Joe                                                          | The Alchemist             | 3:54 |
| 8  | As the World Turns   | Cuban Link, Triple Seis, Prospect, Tony Sunshine                 | Noodles                   | 4:32 |
| 9  | Gimme Dat            | Armageddon                                                       | Armageddon                | 3:37 |
| 10 | Feelin' This         | Armageddon, Prospect & Big Pun                                   | Armageddon                | 4:20 |
| 11 | All Around the World | Cuban Link                                                       | Don "A.P." Sellers        | 3:59 |
| 12 | Tell Me What U Want  | Fat Joe, Armageddon, Cuban Link, Tony Sunshine                   | Young Lord                | 4:45 |
| 13 | Rudeboy Salute       | Fat Joe, Big Pun, Buju Banton                                    | Buckwild                  | 4:14 |
| 14 | My Kinda Girls       | Cuban Link, Tony Sunshine                                        | LA' Smouve                | 3:56 |
| 15 | Payin' Dues          | Armageddon, Keith Nut                                            | Armageddon                | 3:51 |
| 16 | www.thatsmyshit.com  | Fat Joe, Triple Seis, The Bleach Brothers                        | Dirtman                   | 3:41 |